# Tadeusz Gierzyński

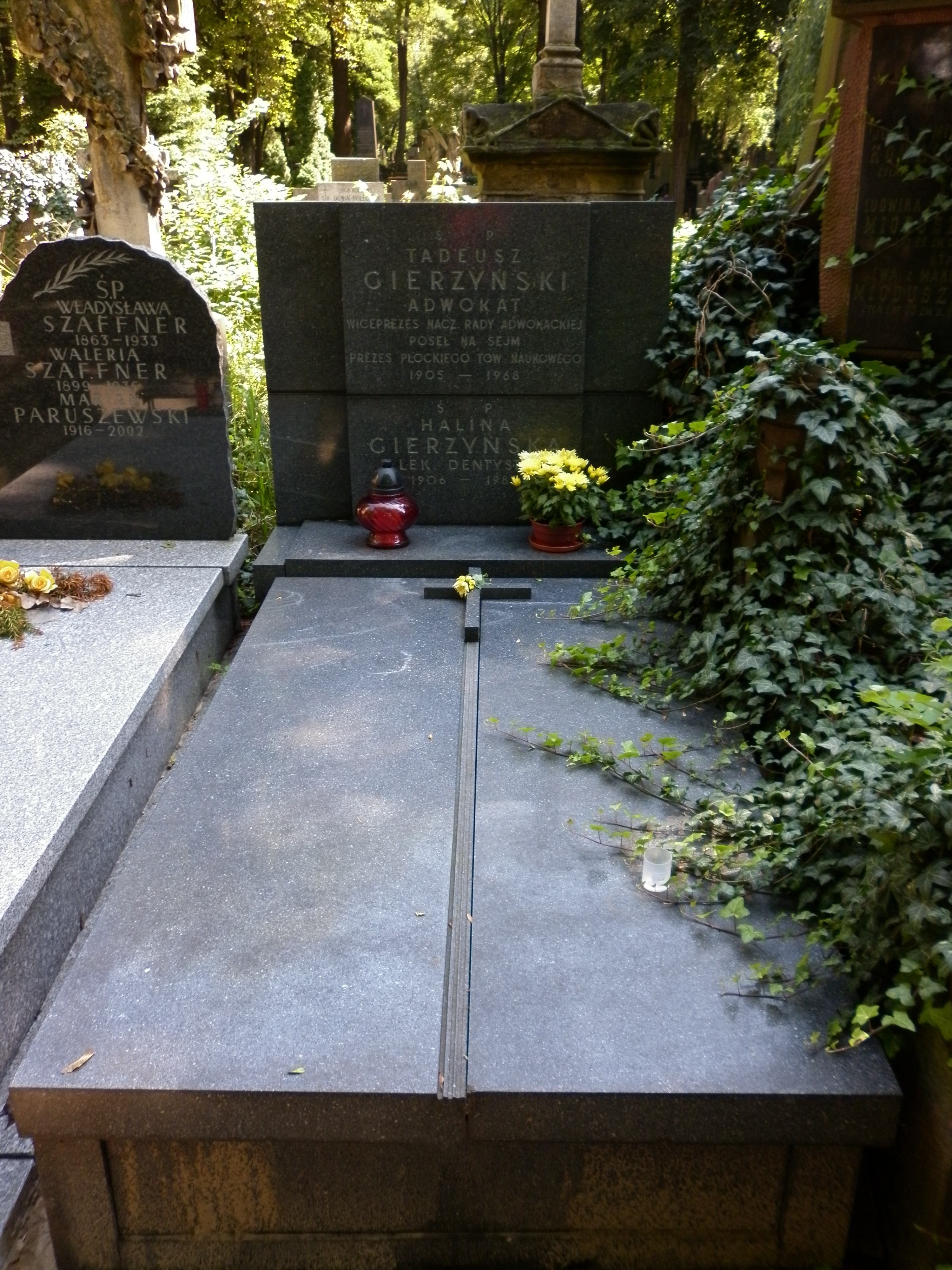
Grób Tadeusza Gierzyńskiego na Wojskowych Powązkach

Tadeusz Michał Gierzyński (ur. 10 września 1905 w Przeradzu Małym, zm. 7 maja 1968 w Warszawie) – polski adwokat i sędzia, dziennikarz, działacz społeczny i kulturalny związany z Płockiem, poseł na Sejm PRL II i III kadencji.

## Życiorys
Ukończył Państwowe Gimnazjum Męskie im. Króla Władysława Jagiełły w Płocku oraz studia prawnicze na Uniwersytecie Warszawskim. W trakcie i bezpośrednio po studiach pracował jako dziennikarz w pismach „Dziennik Płocki” oraz „Kurier Mazowiecki”. W latach 30. odbył aplikację w Sądzie Okręgowym w Płocku. Na krótko przed wybuchem wojny objął funkcję sędziego grodzkiego. W okresie okupacji niemieckiej mieszkał w Warszawie, gdzie pracował jako adwokat. Po powstaniu warszawskim znalazł się w Małopolsce, jednak w 1945 powrócił do Płocka. 
Był zatrudniony w charakterze sędziego i adwokata, działał również politycznie, tworzył struktury Stronnictwa Demokratycznego w Płocku. Był przewodniczącym Wojewódzkiego Komitetu oraz Miejskiego Komitetu SD, sprawował mandat radnego Miejskiej Rady Narodowej (był wiceprzewodniczącym Prezydium), a następnie Wojewódzkiej Rady Narodowej w Warszawie. Działał w Zrzeszeniu Prawników Polskich i Naczelnej Radzie Adwokackiej. M.in. z jego inicjatywy zlokalizowano w Płocku Mazowieckie Zakłady Rafineryjne i Petrochemiczne, a także przebudowano Zamek Książąt Mazowieckich na siedzibę Muzeum Mazowieckiego.
Był współzałożycielem „Notatek Płockich” oraz Mazowieckiego Towarzystwa Kultury w Płocku, jak również inicjatorem powstania pism „Jedność Mazowiecka” i „Wiadomości Płockie”. Przez długi okres pełnił obowiązki prezesa Towarzystwa Naukowego Płockiego (1957–1968). 
W 1957 i 1961 uzyskiwał mandat posła na Sejm PRL z okręgu Płock, w trakcie kadencji pełnił m.in. funkcje zastępcy przewodniczącego Komisji Mandatowo-Regulaminowej oraz sekretarza Klubu Poselskiego SD.
Został odznaczony Medalem 10-lecia Polski Ludowej (1955), Złotym Krzyżem Zasługi (1948) oraz Krzyżem Kawalerskim Orderu Odrodzenia Polski.
Imię Tadeusza Gierzyńskiego nosi jedna z ulic w Płocku, na osiedlu Międzytorze.
Został pochowany na cmentarzu Powązkowskim w Warszawie (kwatera 74-6-20).